# El Periódico
El Periódico, abans anomenat El Periódico de Catalunya, és un diari d'informació general de pagament i distribució matinal, editat a Barcelona amb doble versió catalana i castellana. A inicis de la dècada de 2010 era el diari de Catalunya més venut. Pertany al grup empresarial Prensa Ibérica presidit per Francisco Javier Moll de Miguel, malgrat que encara manté l'estructura organitzativa del Grupo Zeta. El Periódico té la seva redacció en un edifici a la Gran Via de L'Hospitalet, i compta amb corresponsals propis a les principals ciutats del món.
Té aproximadament 5.000 subscriptors. Segons les dades de l'estudi de l'Oficina de Justificació de la Difusió (OJD) té una mitjana de tiratge de 99.022 exemplars diaris. Formalment El Periódico de Catalunya es caracteritza pel gran tractament gràfic i la impressió en color de totes les seves pàgines, guanyant premis per aquesta feina.

## Història
El 26 d'octubre de 1978 va néixer El Periódico de Catalunya; 25 anys després va esdevenir el diari més llegit de Catalunya. Fundat pel barceloní Antonio Asensio Pizarro, va publicar el seu primer exemplar en un moment que existien tretze capçaleres als quioscos de Barcelona, tres d'elles esportives.
La primera redacció, situada al carrer Roger de Llúria de Barcelona, va estar regida per un equip directiu liderat per Antonio Franco Estadella, i format pels periodistes Julián Llac, Enrique Arias, Juan Fermín Vílchez, Fernando Jáuregui, Ramon Miravitllas, José Luis Erviti i José Luis Orosa. Des del principi va comptar amb prestigiosos articulistes de tot l'espectre ideològic: Emilio Romero, Manuel Martín Ferrand, Amando de Miguel, Cándido, Montserrat Roig, Manuel Vázquez Montalbán, o Antonio Álvarez-Solís. La seva sortida al mercat va suposar l'aposta per un nou concepte de periòdic imprès, en donar gran rellevància als elements gràfics, seguint el model del USA Today, ja que havia revolucionat la premsa dels Estats Units.

### Expansió

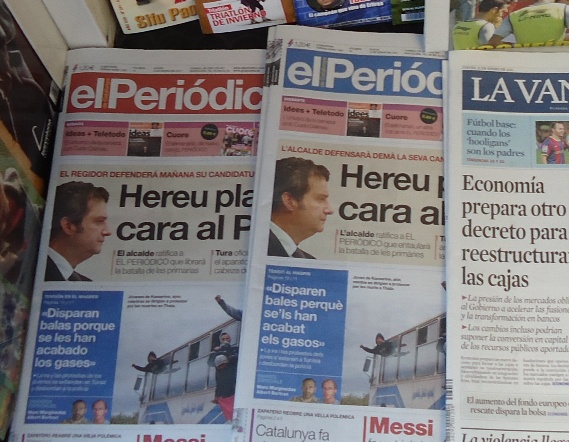
Edicions del diari El Periódico de Catalunya en castellà (capçalera vermella) i en català (capçalera blava).

L'abril de 1995 obrí el seu lloc web. El 28 d'octubre de 1997 El Periódico encetà la doble edició en català. En els últims anys ha iniciat una política d'expansió amb la creació de capçaleres germanes en diverses províncies espanyoles i a Andorra. Així, ha impulsat la creació de El Periòdic d'Andorra (venut el 2010) El Periódico de Aragón, El Periódico de Extremadura, El Periódico Mediterráneo i La Voz de Astúrias (venut el 2010). Tots aquests periòdics comparteixen amb El Periódico de Catalunya les característiques formals i gràfiques, les informacions sobre Espanya i política internacional, els articles d'opinió i alguns editorials, i es diferencien per la cobertura de les informacions locals i autonòmiques.
El 5 de setembre de 2003 es va celebrar el 25è aniversari del diari, amb un acte central amb la concessió del Premi de Periodisme Antonio Asensio, instituït pel Grupo Zeta en memòria del seu fundador que va morir el 2001. El guardó el va atorgar el rei Juan Carlos.
L'any 2010 va obtenir el Premi Bones Pràctiques de Comunicació no Sexista de l'Associació de Dones Periodistes de Catalunya per la iniciativa de la Defensora de la Igualtat. En canvi, al 2016 la mateixa entitat li va atorgar el Premi Males Pràctiques de Comunicació no Sexista, per a pràctiques periodístiques discriminatòries i estereotipades vers les dones en la política.

### Crisi financera
El 16 de maig de 2017 el diari va interrompre l'edició per primera vegada a la seva història a causa d'una vaga que va causar també l'ajornament de la gala del Català de l'Any, que organitza el diari en col·laboració amb Televisió de Catalunya. El març del 2018 es va fer públic que probablement el grup Vocento adquiriria el diari. Al cap de pocs dies el Grup Zeta va presentar una proposta d'expedient de regulació d'ocupació (ERO) que amenaçava amb acomiadar 177 persones. Això va provocar noves vagues entre els treballadors del diari, que van fer que el dissabte 24 de març tampoc sortís el diari. Els treballadors van convocar vuit jornades de vaga i finalment el 25 d'abril de 2018 es va signar un acord que implicava la sortida de 135 treballadors.
El 2018 va perdre el 18,2% de vendes i es va quedar amb 36.861 exemplars.

### Redisseny 2020 i canvi de nom
A desembre de 2020, el diari va iniciar una nova etapa sota el lema "Entendre +" amb redisseny de la seva imatge, en què el nom tradicional El Periódico de Catalunya va quedar reduït a El Periódico. Al juliol de 2021 s'uneix a The Trust Project, un segell que certifica unes bones practiques en el periodisme. A l'agost de 2021 estrenen unes noves oficines a la Gran Via de L'Hospitalet de Llobregat, junt amb la resta de capçaleres del grup i els serveis corporatius de Prensa Ibérica a Catalunya.

## Directors
- 1978-1982: Antonio Franco.
- 1982-1985: Ginés Vivancos.
- 1985-1988: Enrique Arias-Vega.
- 1988-2006: Antonio Franco.
- 2006-2010: Rafael Nadal.
- 2010-2019: Enric Hernàndez.
- 2019-2020: Anna Cristeto
- 2020-actualitat: Albert Sáez